# Stefaniola
Stefaniola is een muggengeslacht uit de familie van de galmuggen (Cecidomyiidae).

## Soorten
- S. bilobata (Kieffer, 1913)
- S. gloma Mohn, 1971
- S. mediterranea Mohn, 1971
- S. parva (Tavares, 1919)
- S. salsolae (Tavares, 1904)
- S. vastita Mohn, 1971